# Zgornja Bela
Zgornja Bela je naselje u slovenskoj Općini Preddvoru. Zgornja Bela se nalazi u pokrajini Gorenjskoj i statističkoj regiji Središnjoj Sloveniji. 

## Stanovništvo
Prema popisu stanovništva iz 2002. godine naselje je imalo 298 stanovnika.